# Trachelas mulcetus
Trachelas mulcetus là một loài nhện trong họ Trachelidae.
Loài này thuộc chi Trachelas. Trachelas mulcetus được Arthur Merton Chickering miêu tả năm 1972.